# Cessna 172
De Cessna 172 Skyhawk is een metalen éénmotorig propellervliegtuig met een bovenliggende vleugel. Het heeft vier zitplaatsen. Het eerste productietoestel werd in 1956 in gebruik genomen en het vliegtuig wordt nog steeds gebouwd. Ondertussen zijn er meer dan 44.000 geleverd waardoor dit 's werelds meest geproduceerde vliegtuig is. Waarschijnlijk is het ook wereldwijd het meest gebruikte lesvliegtuig. Op zeeniveau bereikt de Cessna 172 een kruissnelheid van 226 km/u.

## Varianten
De belangrijkste varianten van de Cessna 172 zijn:
172
Basismodel geleverd vanaf 1955 met een 145 pk motor van Teledyne Continental.
172 A-C
Idem als de 172 met kleine wijzigingen.
172 D met achterruit (Omnivision)
Vanaf 1963 werden alle modellen 172D (en hoger, E-S) geleverd met een achterruit. De voorruit bestond nu uit een geheel.
172 E-H
Idem als de 172 D met kleine wijzigingen.
172 I
Vanaf model 172 I, beschikbaar in 1968, werd het toestel geleverd met Lycoming-motoren van 150 pk.
172 J-P
Idem als 172 I met kleine wijzigingen.
172 Q Cutlass
Model uit 1983 met een 180 pk Lycoming-motor.
172 R
Model uit 1996 met 160 pk Lycoming-motor.
172 S
Model uit 1998 met een 180 pk Lycoming-motor.
172 RG Cutlass met intrekbaar landingsgestel
In 1980 introduceerde Cessna de 172 RG Cutlass met intrekbaar landingsgestel en een krachtiger 180 pk Lycoming-motor. Vanwege de tegenvallende vraag werd de productie in 1985 gestaakt.
De firma Reims Aviation Industries in Frankrijk produceerde voor Cessna ook model 172-toestellen. De toestellen zijn herkenbaar aan de F voor de Cessna-modelaanduiding, bijvoorbeeld: F172K.
Er bestaat ook een variant met drijvers die op het water kan landen.

### Cessna 175 Skylark
De Cessna Skylark is een model 172 met een krachtiger Continental GO-300-motor van 175 pk. Deze motor was voorzien van een reductor (tandwielkast) zodat het toerental van de propeller lager was dan van de motor. Door problemen met deze motor kreeg de 175 echter een slechte naam. De 175 is geproduceerd tussen 1958 en 1962.

## Beroemde vluchten
- Van 4 december 1958 tot 4 februari 1959 werd met een Cessna 172 de langste vlucht ooit gemaakt. Het vliegtuig steeg op van McCarran Airfield bij Las Vegas en zou daar 64 dagen, 22 uur, 19 minuten en 5 seconden later weer landen. Het in de tussentijd bevoorraden van voedsel, water en brandstof was een stunt op zich. Dit werd aangeleverd vanaf een vrachtwagen die op een recht stuk weg door de woestijn reed en waar het vliegtuig naast kwam vliegen. Het vliegtuig hangt tegenwoordig aan het plafond van de bagagehal van McCarran International Airport.
- Op 28 mei 1987 landde Mathias Rust met een Cessna 172P op het Rode Plein in Moskou.[2] Het betreffende vliegtuig hangt sinds 28 mei 2009 aan het plafond van het Deutsches Technikmuseum Berlin.[3]

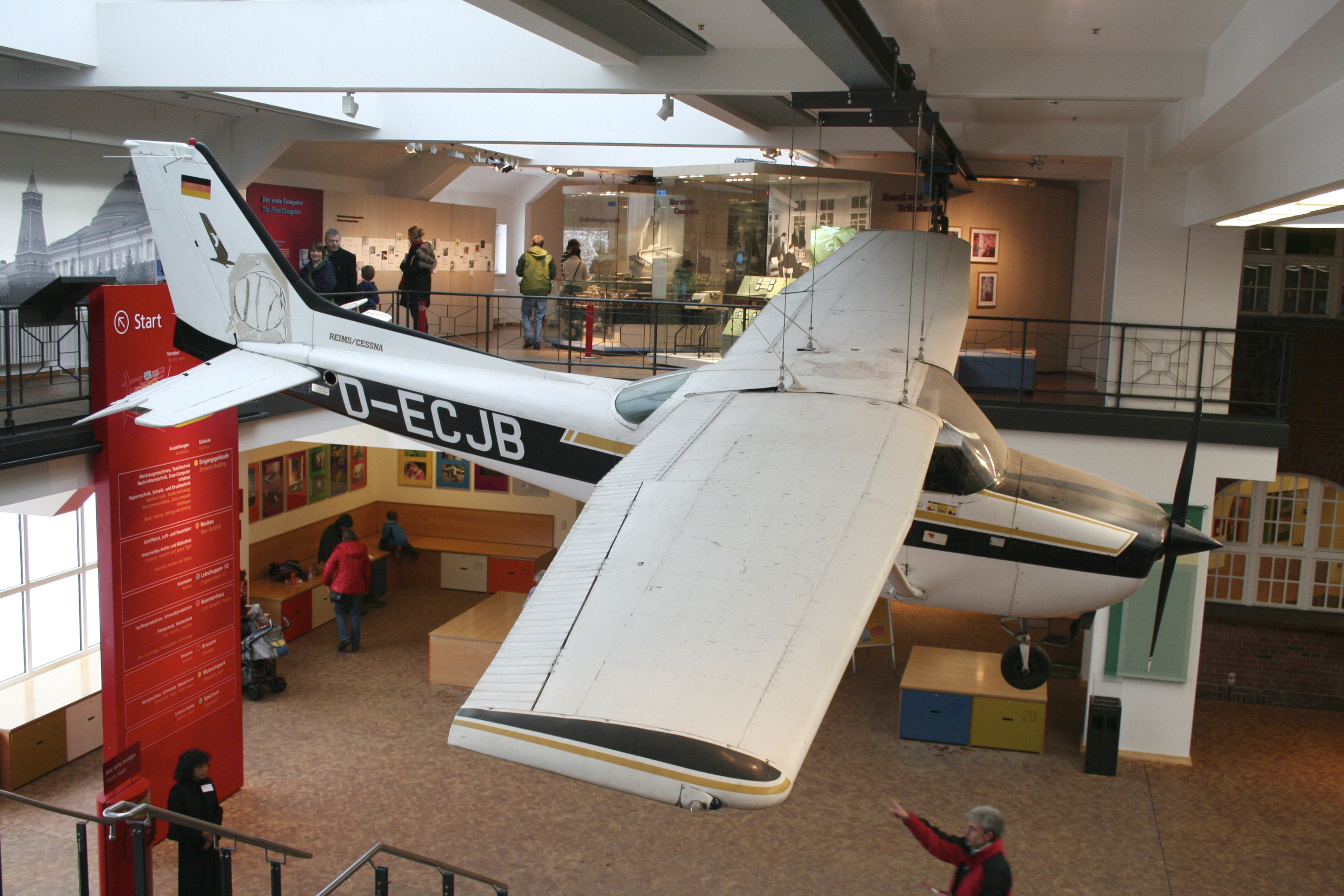
De Cessna waarmee Rust naar het Rode Plein vloog in 1987

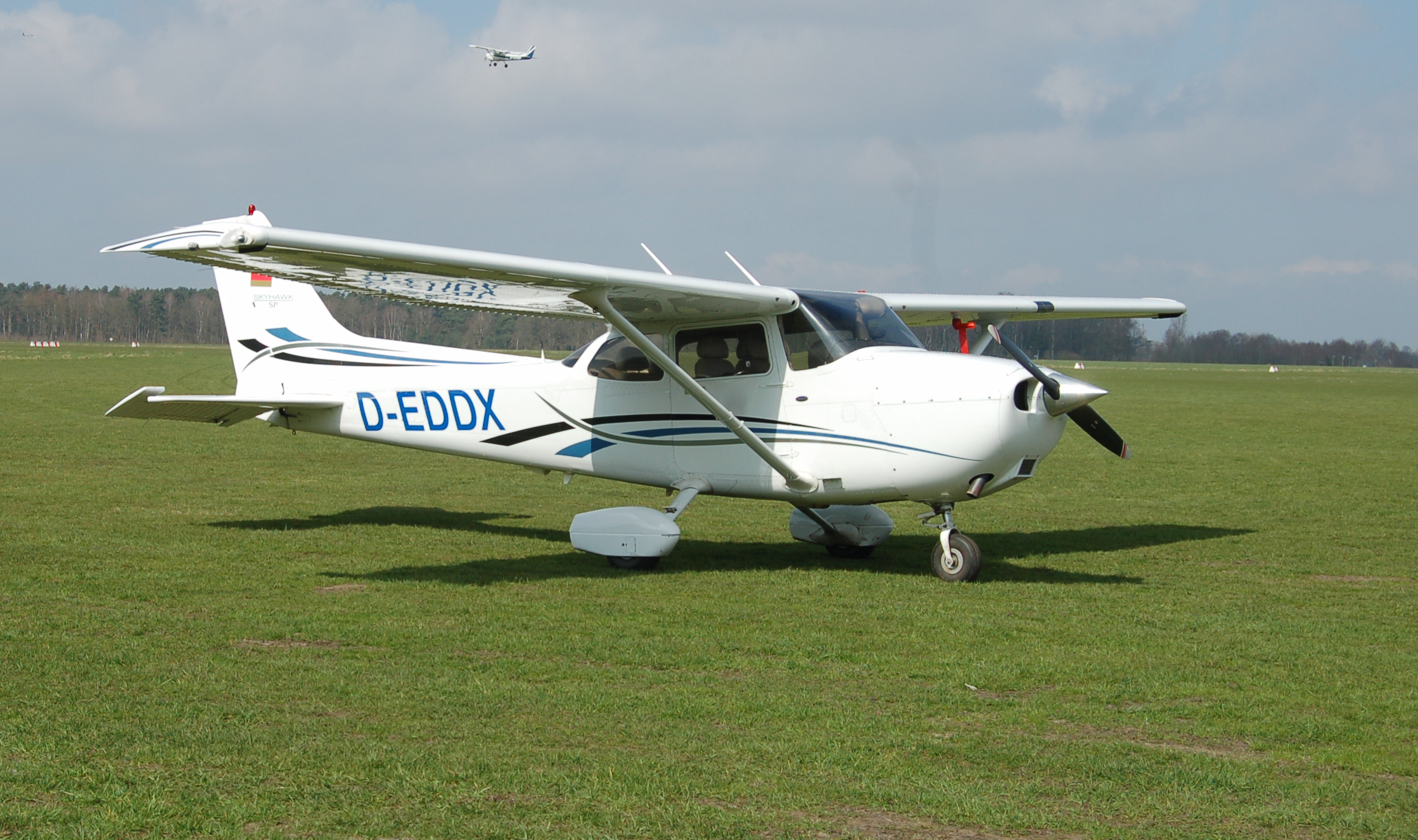
Een Cessna 172 op de grond